# 裴景仙
裴景仙（?—?），唐朝人，又稱裴景先、裴景僊，開元年間為官。

## 出身背景
其曾祖父為唐朝開國元勳裴寂。西元688年，裴寂之孫（裴景仙父）裴承先遭武照手下酷吏誅殺，全家除裴景仙外皆不幸遇難。

後於開元年間為朝廷所用，任命為武彊縣知州。

## 遭到流放
唐玄宗開元十年八月（西元722年），裴景仙劣跡敗露．其於任內貪汙、接受賄賂緞綢五千餘匹，事情遭揭露，遂棄官潛逃。

唐玄宗震怒，命人逮捕裴景仙，集合文武百官，打算將其斬首示眾。大理卿李朝隱上疏，以「監臨主守乞取」為由，依法罪不當死。唐玄宗怒氣未消，欲將其改為亂棒打死，李朝隱再上疏，以「裴家僅存之命脈」為由，懇求免其一死。唐玄宗接受建議，將其改為杖一百，貶竄嶺南。後裴景仙病逝。

## 家族
曾祖父：裴寂，受封魏國公。曾任齊州司戶參軍、侍御史、駕部承務郎、晉陽宮副監、晉州道行軍總管、尚書右僕射、尚書左僕射、司空。死後贈相州刺史、工部尚書、河東郡公。

祖父：裴律師，嗣河東郡公，尚太宗妹臨海長公主，官至汴州刺史。

叔公：裴法師，將軍、聞喜公。

父：裴承先，武后時為殿中監，為酷吏所殺。

叔：裴承光，檢校左羽林軍將軍、郕國公。

　　裴承祿，右清道率、河東公。